# 吴德昌
吴德昌（1927年10月22日—2018年5月10日），江苏武进人，中国毒理、辐射防护专家，中国工程院院士。

## 生平
1949年7月毕业于北京大学化学系。1995年当选为中国工程院院士。